# Lijst van nummer 1-hits in Zwitserland in 2006
Deze hits stonden in 2006 op nummer 1 in de Schweizer Hitparade, de bekendste hitlijst in Zwitserland.
| Datum        | Artiest                     | Titel                                     |
| ------------ | --------------------------- | ----------------------------------------- |
| 1 januari    | Madonna                     | Hung up                                   |
| 8 januari    | Mattafix                    | Big city life                             |
| 15 januari   | Mattafix                    | Big city life                             |
| 22 januari   | Mattafix                    | Big city life                             |
| 29 januari   | Mattafix                    | Big city life                             |
| 5 februari   | Mattafix                    | Big city life                             |
| 12 februari  | Eros Ramazzotti & Anastacia | I belong to you (Il ritmo della passione) |
| 19 februari  | Eros Ramazzotti & Anastacia | I belong to you (Il ritmo della passione) |
| 26 februari  | Eros Ramazzotti & Anastacia | I belong to you (Il ritmo della passione) |
| 5 maart      | Eros Ramazzotti & Anastacia | I belong to you (Il ritmo della passione) |
| 12 maart     | Eros Ramazzotti & Anastacia | I belong to you (Il ritmo della passione) |
| 19 maart     | Eros Ramazzotti & Anastacia | I belong to you (Il ritmo della passione) |
| 26 maart     | Kelly Clarkson              | Because of you                            |
| 2 april      | Kelly Clarkson              | Because of you                            |
| 9 april      | Tobias Regner               | I still burn                              |
| 16 april     | Tobias Regner               | I still burn                              |
| 23 april     | Kelly Clarkson              | Because of you                            |
| 30 april     | Shakira & Wyclef Jean       | Hips don't lie                            |
| 7 mei        | Shakira & Wyclef Jean       | Hip's don't lie                           |
| 14 mei       | Shakira & Wyclef Jean       | Hip's don't lie                           |
| 21 mei       | Shakira & Wyclef Jean       | Hip's don't lie                           |
| 28 mei       | Shakira & Wyclef Jean       | Hip's don't lie                           |
| 4 juni       | Shakira & Wyclef Jean       | Hip's don't lie                           |
| 11 juni      | Shakira & Wyclef Jean       | Hip's don't lie                           |
| 18 juni      | Gnarls Barkley              | Crazy                                     |
| 25 juni      | Baschi                      | Bring en hei                              |
| 2 juli       | Baschi                      | Bring en hei                              |
| 9 juli       | Baschi                      | Bring en hei                              |
| 16 juli      | Gnarls Barkley              | Crazy                                     |
| 23 juli      | Gnarls Barkley              | Crazy                                     |
| 30 juli      | Gnarls Barkley              | Crazy                                     |
| 6 augustus   | Gnarls Barkley              | Crazy                                     |
| 13 augustus  | Gnarls Barkley              | Crazy                                     |
| 20 augustus  | Rihanna                     | Unfaithful                                |
| 27 augustus  | Rihanna                     | Unfaithful                                |
| 3 september  | Rihanna                     | Unfaithful                                |
| 10 september | Rihanna                     | Unfaithful                                |
| 17 september | Robbie Williams             | Rudebox                                   |
| 24 september | Rihanna                     | Unfaithful                                |
| 1 oktober    | Rihanna                     | Unfaithful                                |
| 8 oktober    | Rihanna                     | Unfaithful                                |
| 15 oktober   | Rihanna                     | Unfaithful                                |
| 22 oktober   | Rihanna                     | Unfaithful                                |
| 29 oktober   | Rihanna                     | Unfaithful                                |
| 5 november   | Scissor Sisters             | I don't feel like dancin'                 |
| 12 november  | Scissor Sisters             | I don't feel like dancin'                 |
| 19 november  | U2 & Green Day              | The saints are coming                     |
| 26 november  | Christina Aguilera          | Hurt                                      |
| 3 december   | Take That                   | Patience                                  |
| 10 december  | Take That                   | Patience                                  |
| 17 december  | Monrose                     | Shame                                     |
| 24 december  | Monrose                     | Shame                                     |
| 31 december  | Nelly Furtado               | All good things (come to an end)          |